# Wyprawa Donnera

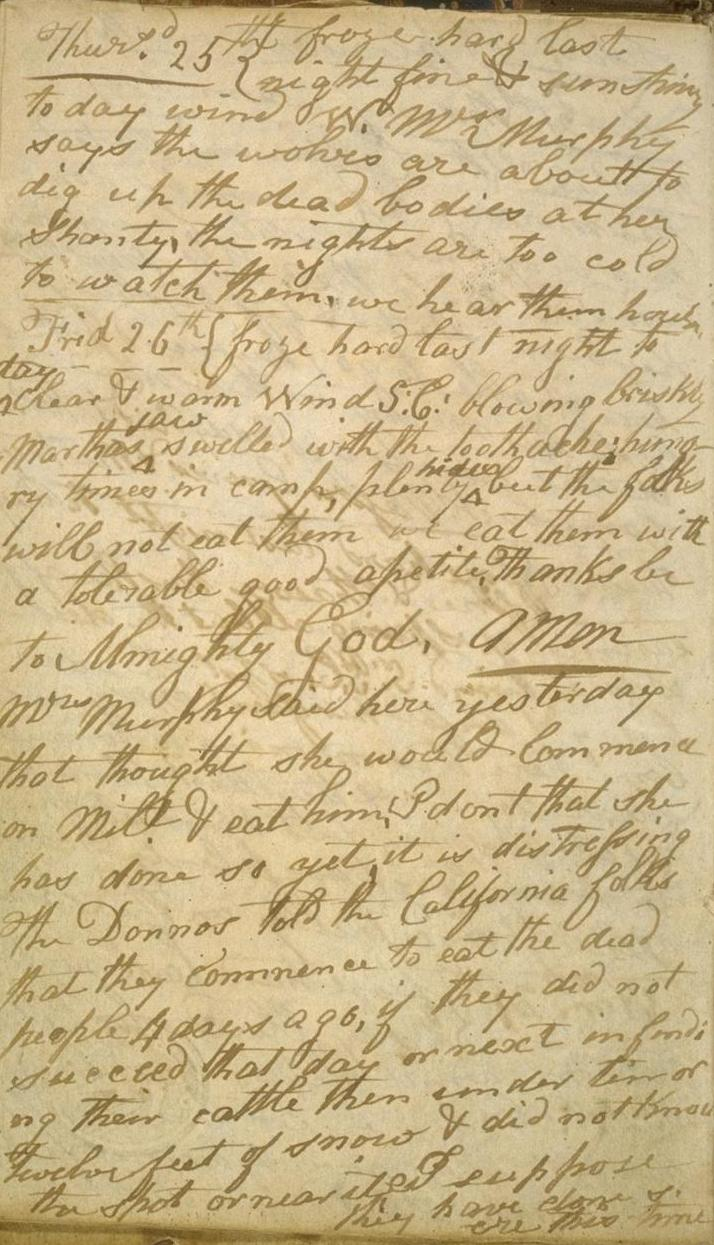
28. strona Pamiętnika Patricka Breena, opisująca jego obserwacje z końca lutego 1847 roku, w tym: „Pani Murphy powiedziała tu wczoraj, że myśli, że zacznie od Milta i go zje”.

Wyprawa Donnera, Grupa Donnera lub Karawana Donnera (ang. Donner Party, Donner-Reed Party) – grupa amerykańskich pionierów składająca się z wielu rodzin, która wyemigrowała ze Środkowego Zachodu do Kalifornii. Opóźnieni serią nieszczęśliwych wypadków, spędzili zimę 1846–1847 w paśmie górskim Sierra Nevada. Niektórzy z nich, aby przeżyć, dopuścili się kanibalizmu, zjadając ciała członków grupy, którzy zmarli z powodu głodu, chorób i skrajnie niskiej temperatury.

## Geneza

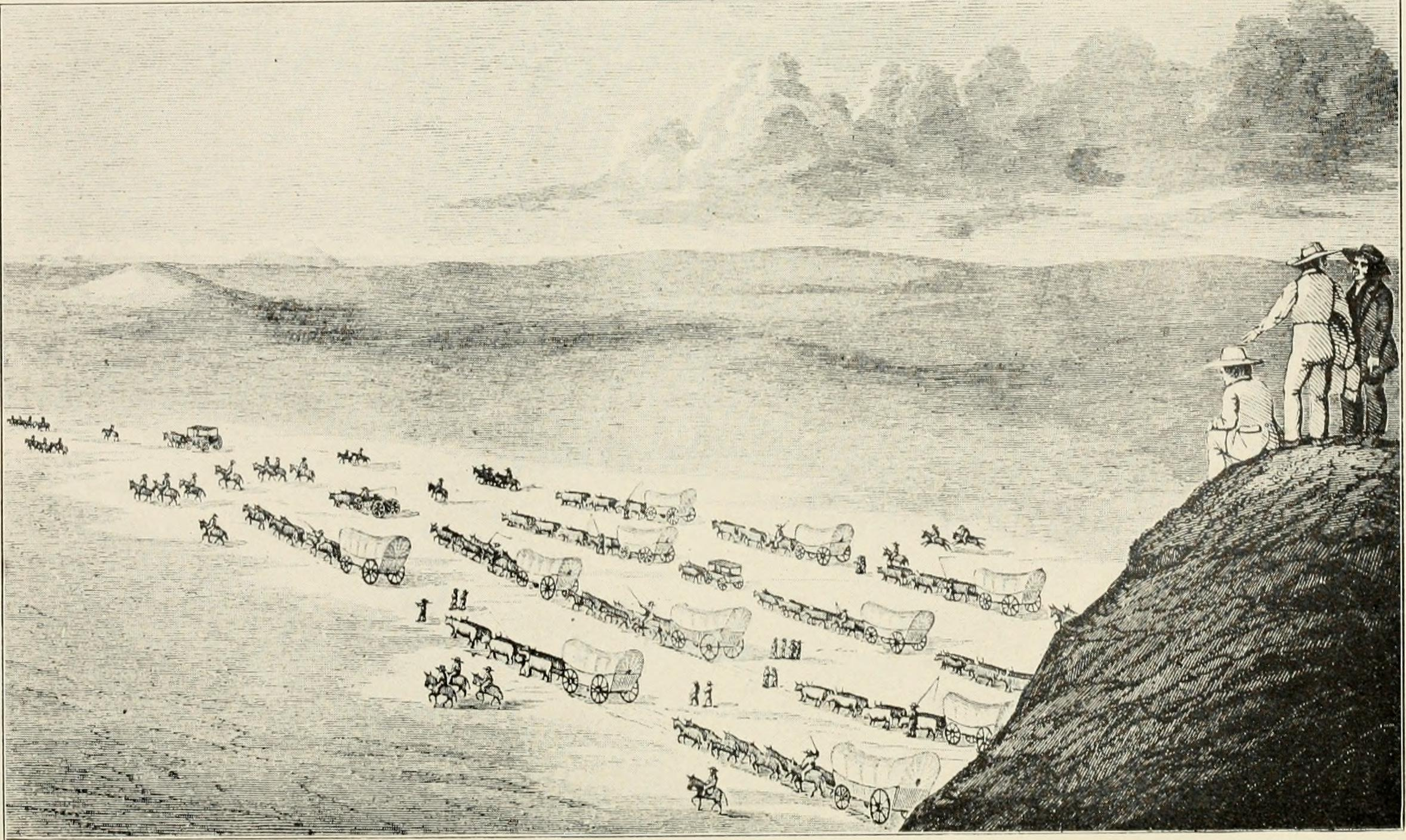
Karawana osadników w drodze na zachód

Wyprawę zainicjowali dwaj kupcy ze Springfield w Illinois, George Donner i James Fraser Reed, którzy postanowili dołączyć do potoku ludzi zmierzających drogą lądową na Zachodnie Wybrzeże poszukiwaniu lepszych możliwości gospodarczych, lub zmotywowanych ideą Objawionego Przeznaczenia. Wraz z kilkoma towarzyszami, pracownikami i z członkami własnych rodzin Donnerów i Reedów oraz innych: Gravesów, Breenów, Murphych, Eddych i Kesebergów, stworzyli karawanę krytych wozów, która wyruszyła 12 maja 1846 roku z miasta Independence w Missouri na zachód (tzw. Dziki Zachód) szlakiem kalifornijskim. Początkowo liczyła ok. 31 osób, w szczytowym momencie grupa zwiększyła się do ok. 87 osób – 29 mężczyzn, 15 kobiet i 43 dzieci – w kolumnie 23 wozów zaprzężonych w woły.

## Przebieg wyprawy

### Przebieg wyprawy do gór Sierra Nevada
Szlak oregoński
     Szlak kalifornijski

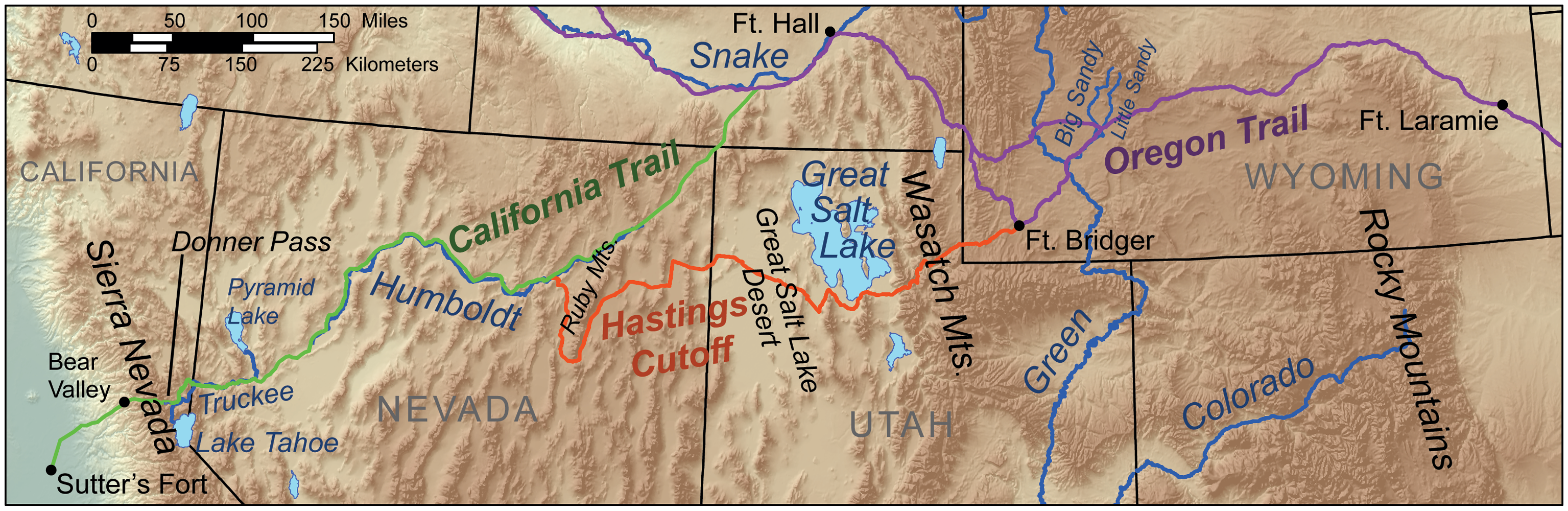
Mapa tras podjętych przez członków Wyprawy Donnera, przedstawiająca w kolorze pomarańczowym „Skrót Hastingsa” – który dodał do ich podróży 150 mil (240 km).
----
Szlak oregoński
Szlak kalifornijski

Szlak do Południowej Przełęczy w dzisiejszym Wyoming, był stosunkowo łatwy do pokonania. Droga na wybrzeże zwykle trwała od czterech do sześciu miesięcy, ale Donner, zainspirowany przewodnikiem Lansforda Hastingsa, zamierzał skrócić podróż, podążając nową, rzekomo szybszą trasą, zwaną Skrótem Hastingsa (ang. Hastings Cutoff), która omijała dobrze znane szlaki i przecinała pasmo Wasatch w Górach Skalistych i Wielką Pustynię Słoną w dzisiejszym Utah. 
Sam Lansford Hastings nigdy wcześniej nie przebył drogi, którą promował. Zrobił to dopiero w 1846 roku i przeciwieństwie do Wyprawy Donnera nie miał wozów pełnych jedzenia i dobytku, które by go spowalniały. Pierwotnie Hastings miał zamiar przeprowadzić podróżujących na zachód, czekając na nich w Forcie Bridger przy rzece Blacks Fork, gdzie rozpoczynał się jego skrót, ale kiedy Karawana Donnera dotarła na miejsce pod koniec lipca, okazało się, że Hastingsa już w forcie nie było, Donner i Reed postanowili jednak zgodnie z planem wkroczyć na wcześniej planowaną przez nich trasę i pokonać skrót na własną rękę.
Dziennikarz Edwin Bryant, który przez jakiś czas podróżował z członkami Grupy Donnera, dotarł do Fortu Bridger tydzień przed nimi. Obawiając się, że Skrót Hastingsa będzie zbyt trudny do przebycia dla karawany, zwłaszcza z dużą liczbą kobiet i dzieci, chciał ich uprzedzić, zostawiając im listy z ostrzeżeniem. Powierzył je założycielowi fortu Jimiemu Bridgerowi, któremu było jednak na rękę promowanie skrótu – tak, aby jak najwięcej osadników odwiedzało jego faktorię, którą omijał główny szlak. Po przybyciu Wyprawy Donnera, z niewiadomych przyczyn, jej członkowie nie otrzymali ostrzeżenia Bryanta. 
Opustoszały i nierówny teren oraz trudności, jakie napotykali podczas przeprawy wzdłuż rzeki Humboldt w dzisiejszym stanie Nevada, spowodowały znaczące spowolnienie i stratę cennych zwierząt oraz wozów. Dodatkowo zagrażali im miejscowi Indianie z plemienia Pajutów i zaczęły wybuchać wewnętrzne konflikty. 
Jeden z poważniejszych wydarzył się, kiedy James Reed w złości zabił woźnicę Johna Snydera za to, że ten źle traktował woły. Nie chcąc tracić czasu na wymierzenie mu kary, większość członków wyprawy była za wyrzuceniem go z grupy (poza niejakim Lewisem Kesebergiem, który optował za jego powieszeniem). Reed podróżował dalej sam, zostawiając resztę karawany w tyle, dotarł wyczerpany do Sutter’s Fort (w dzisiejszym Sacramento) pod koniec października.

### Utknięcie w górach

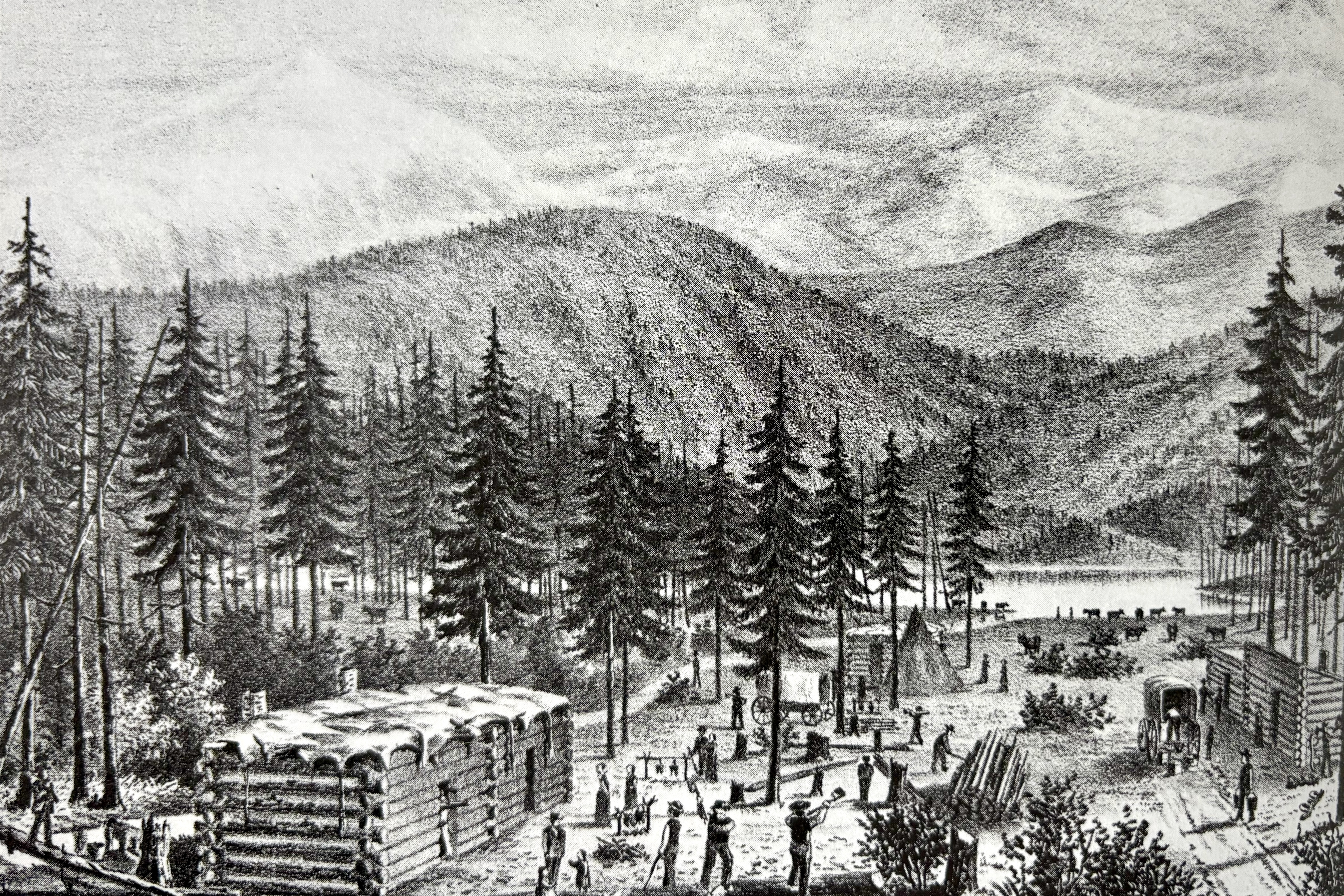
Budowa obozu przy jeziorze Truckee, szkic na podstawie opisu Williama Garvesa

Na początku listopada osadnicy dotarli do Sierra Nevada, ale zostali zaskoczeni przez wczesne i obfite opady śniegu. Burza śnieżna odcięła im dalszą drogę zasypując Przełęcz Frémonta [obecnie Przełęcz Donnera (ang. Donner Pass)]. Nie mając innego wyjścia, musieli założyć obozowiska nad jeziorem Truckee (obecnie jezioro Donner) i przeczekać, aż wczesny śnieg się stopi i będą mogli kontynuować podróż. Nadzieje te okazały się złudne – wysoko w górach zima nie ustępowała, a wręcz stawała się coraz intensywniejsza i końcu uniemożliwiła im jakiekolwiek poruszanie się z miejsca. 
Zapisy pogodowe pokazują, że zima w latach 1846–47 była szczególnie sroga, z około dwudziestoma burzami i warstwą śniegu o wysokości około dwudziestu pięciu stóp nad jeziorem Donner. Każda kolejna próba pokonania przełęczy kończyła się fiaskiem, więc pozostało im jedynie rozbudowywanie obozów. Z czasem osadnicy zaczęli coraz bardziej cierpieć z powodu mrozu i wyczerpujących się zapasów żywności, z desperacji zabili i zjedli swoje ostatnie zwierzęta, potem zaczęli jeść, co się tylko dało – skóry, gałązki, kości i korę. Niektórzy mężczyźni próbowali polować, jednak z marnym skutkiem. 
W międzyczasie zaniepokojony James Reed próbował odszukać swoich wciąż nieobecnych towarzyszy i rodzinę, ale pogarszające się warunki zmusiły go do odwrotu, zwrócił się więc o pomoc do pułkownika Johna Frémonta, aby ten pomógł mu w poszukiwaniach i zebrał grupę ratunkową, z którą ruszyliby w celu znalezienia nieszczęśników, niestety trwająca wojna z Meksykiem angażująca zdrowych młodych mężczyzn, utrudniała ten cel. Nie wiedząc, ile dokładnie zwierząt straciła grupa, Reed wierzył, że mięso wystarczy im na kilka miesięcy.

### Wyprawa po pomoc
15 grudnia zmarła pierwsza osoba i grupa zdała sobie sprawę, że trzeba szybko coś zrobić, zanim wszyscy umrą. Następnego dnia piętnastka wytypowanych ojców, matek i młodych ludzi, wyruszyła pieszo na rakietach śnieżnych, planując pokonać drogę przez góry i zaspy do Sutter’s Fort. Mając jednak skromne racje żywnościowe i będąc już niedożywionymi, mieli niewielkie szanse. Zapasy skończyły się szóstego dnia marszu i w kolejnych dniach jeden po drugim zaczęli padać z głodu i wycieńczenia. Ci, którzy nadal żyli, żywili się ciałami zmarłych, przedzierając się dalej. Pomimo wiatru, mrozu i śniegu dotarli do siedzib ludzkich 12 stycznia 1847 roku, natrafiając na obóz Miwoków, którzy ich nakarmili tym, co mieli i sprowadzili pomoc, która dotarła 17 stycznia, po ich 33 dniach gehenny. Wśród siódemki ocalałych byli William Eddy i William Foster; z ośmiu osób, które nie przeżyły, siedem zostało zjedzonych. Wieść o ocalałych rozeszła się po okolicy i mieszkańcy zaczęli się organizować, by uratować resztę Wyprawy Donnera.

## Akcja ratunkowa

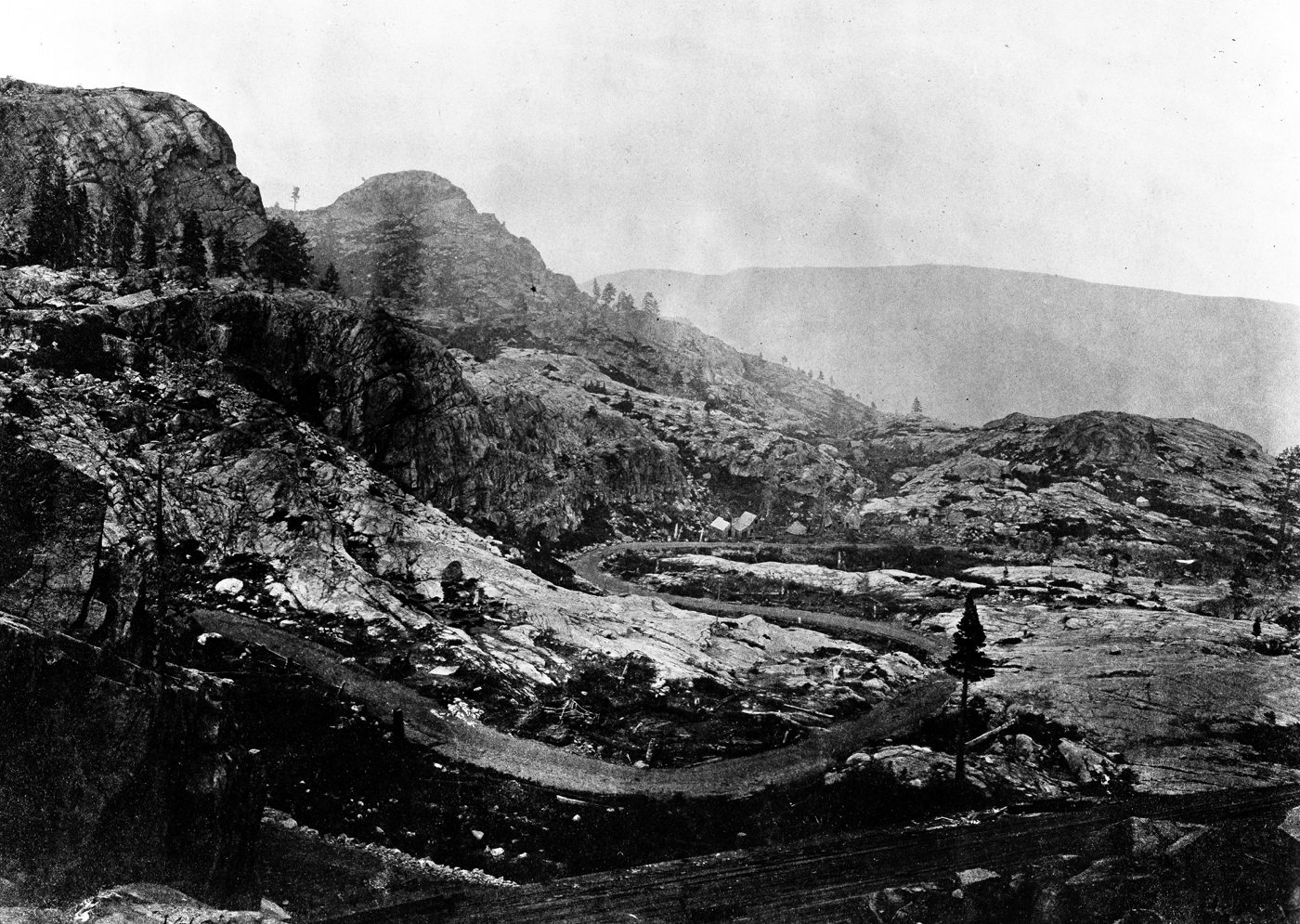
Przełęcz Donnera z dekady 1870–80, o wysokości 2160 m. Została zablokowana śniegiem w pierwszych dniach listopada 1846 r.

### Pierwsza odsiecz
Pierwsza ekipa ratunkowa złożona z siedmiu mężczyzn wyruszyła 5 lutego z Johnson’s ranch. Druga ekipa na czele z Jamesem Reedem ruszyła dwa dni później. 19 lutego pierwsza ekipa dotarła w nad jezioro Truckee; początkowo miejsce, które wskazał im William Eddy wydawało się bezludne, aż z dziury w śniegu wyłoniła się pani Murphy i spojrzała na ratowników pytając ich: Are you men from California, or do you come from heaven? („Czy jesteście ludźmi z Kalifornii, czy przybywacie z nieba?”). Prawie cztery miesiące po tym jak wyprawa została uwięziona, spośród jej żywych jeszcze członków wielu w było ciężkim stanie fizycznym, jak i psychicznym. Ratownicy wydawali jedzenie w małych porcjach, obawiając się, że wychudzeni osadnicy mogą umrzeć z przejedzenia. Wszystkie chaty były zasypane śniegiem, dachy były przegniłe, a zapach był przytłaczający. Trzynaście osób nie żyło, a ich ciała zostały luźno zakopane w śniegu przy chatach. 
Koszmar się jeszcze nie skończył, bowiem nie wszystkich można było zabrać, a warunki nie pozwalały wykorzystać zwierząt jucznych, więc tym, którzy nie mogli iść na własnych nogach i musieli zostać, pozostawiono trochę żywności. Pierwsza ekipa ratunkowa zabrała ze sobą 23 pionierów, głównie kobiety i dzieci. W trakcie podróży do Sutter’s Fort zmarło dwoje dzieci. W drodze w dół pierwsza ekipa ratunkowa minęła się z drugą, a rodzina Reedów spotkała się ponownie po pięciu miesiącach.

Mapa obozów nad jezioro Truckee i nad Alder Creek (Hrabstwo Nevada, Kalifornia) oraz szlaków

### Druga odsiecz
Druga ekipa dotarła 1 marca, znajdując na miejscu ślady kanibalizmu. Wszyscy pozostawieni przez pierwszą ekipę nadal żyli. 3 marca ekipa Reeda odeszła wraz z kolejnymi 17 ocalonymi, dwa dni później złapała ich zamieć, jedna osoba zmarła, a większość pionierów była zbyt słaba żeby iść dalej. Reed i inny ratownik, zabrali ze sobą trójkę ocalonych, reszta została pozostawiona w tak zwanym „Obozie głodu”.

### Trzecia odsiecz
12 marca trzecia ekipa ratunkowa na czele z Williamem Eddym i Williamem Fosterem dotarła do „Obozu głodu”, gdzie zginęły kolejne osoby, trzy ciała były okaleczone. Kolejnego dnia ratownicy dotarli do obozów nad jeziorem, gdzie okazało się, że George Donner zmarł z powodu infekcji ręki, którą zranił kilka miesięcy wcześniej, a przez którą nie mógł odejść z wcześniejszymi ekipami, jego żona Tamsen Donner, mimo stosunkowo dobrego zdrowia, odmówiła zostawienia go, wysyłając swoje trzy córki bez niej. Trzecia ekipa odeszła wraz z czterema kolejnymi członkami grupy, pozostawiając tych, którzy byli zbyt słabi by iść. Dwóch ratowników zostało, by zająć się zostawionymi pionierami, ale wkrótce ich porzucili dołączając do reszty.

### Czwarta odsiecz
Czwarta ekipa ratunkowa wyruszyła pod koniec marca, ale utknęła w burzy śnieżnej na kilka dni. 17 kwietnia ratownicy dotarli na miejsce, gdzie wśród okaleczonych szczątków znaleźli żywego tylko Lewisa Keseberga. Keseberg był ostatnim uratowanym członkiem Wyprawy Donnera, który przybył do Sutter’s Fort 29 kwietnia. Uratowanie wszystkich ocalałych z Wyprawy Donnera wymagało dwóch miesięcy i czterech akcji ratunkowych.

## Skutki

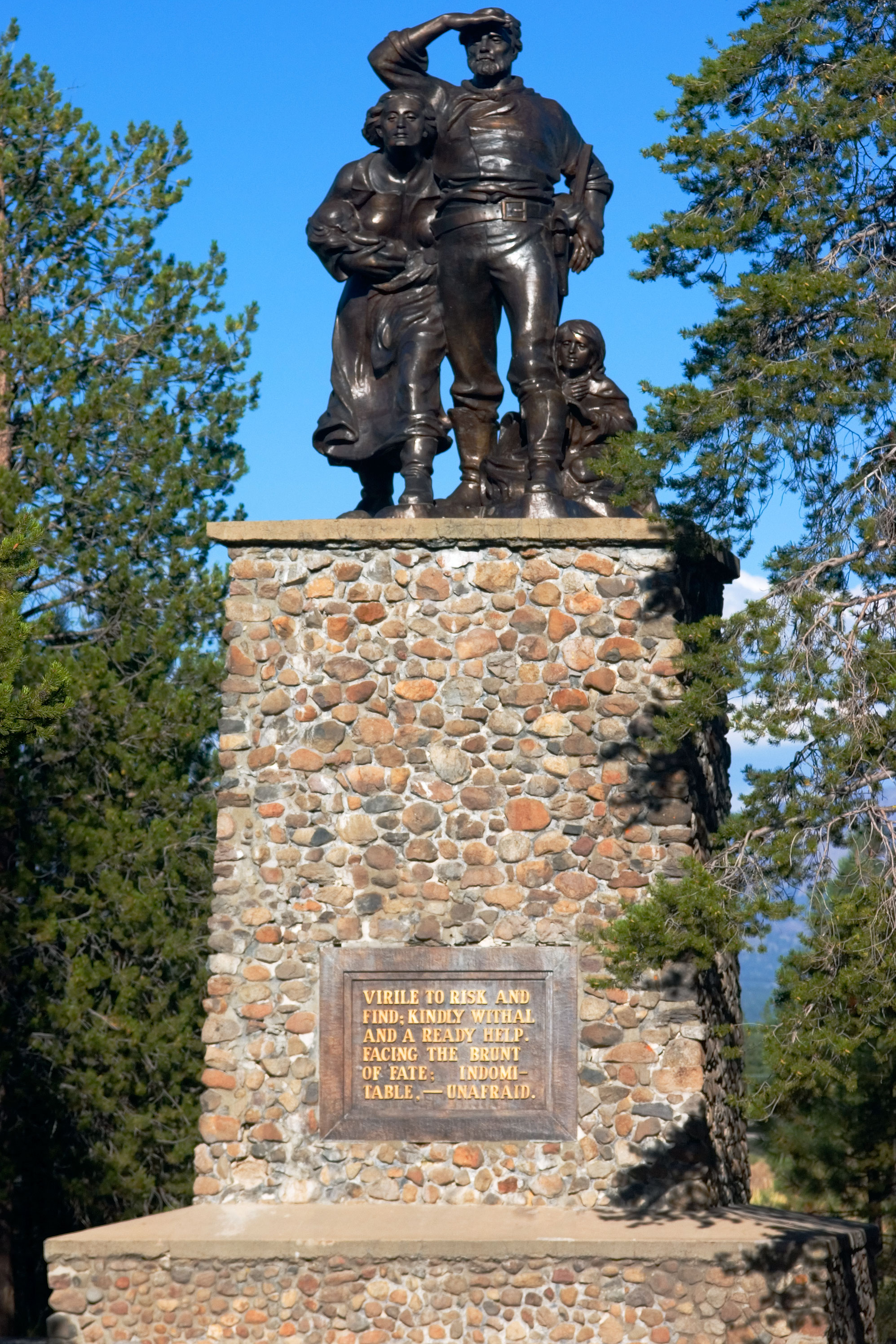
Pomnik ofiar tragedii w Donner Memorial State Park, wzniesiony w czerwcu 1918 r.

W tragedii zginęło dwie trzecie mężczyzn, podczas gdy dwie trzecie kobiet i dzieci przeżyło. 41 osób zginęło, przeżyło 46. Ostatecznie pięciu ludzi zginęło przed dotarciem do gór, trzydziestu pięciu zginęło w obozach w górach lub przy próbach wydostania się, a jedna osoba zmarła tuż po wydostaniu się z gór. Wielu z tych, którzy przeżyli, straciło palce na skutek odmrożeń.
Historia wyprawy Donnera szybko stała się znana w całym kraju. Gazety oskarżały ocalałych pionierów o kanibalizm, a nawet morderstwa. Wiedza o tym, co naprawdę się działo w obozach, nigdy nie była w stu procentach jasna. Ludzie, którzy przeżyli, różnie wspominali swoje przeżycia. Niektórzy za tragedię obwiniali Lansforda Hastingsa, inni – Jamesa Reeda.
Do wielu ocalałych przylgnęła łatka kanibala i mordercy, przykładem może być Lewis Keseberg, który był ciągle oskarżany o zamordowanie żony Donnera, Tamsen Donner, po tym, jak ten po jakimś czasie przyznał się do zjedzenia ciała Tamsen, po jej rzekomej śmierci głodowej, mimo braku wiarygodnych dowodów, do końca życia pozostał wyrzutkiem.
Po zdarzeniu emigracja do Kalifornii gwałtownie spadła, a Skrót Hastingsa prawie przestał być używany. Dopiero w następstwie gorączki złota ludzie zaczęli ponownie napływać (pod koniec 1849 roku ponad 100 tys. osób przybyło do Kalifornii).

## Wyprawa Donnera w kulturze

### W literaturze
- „Głód” (ang. the Hunger) – powieść sensacyjna Almy Katsu(inne języki), wydana 19 września 2018, ISBN 978-83-8125-167-9[10]
- „Stare kości” (ang. Old bones) – powieść kryminalno-sensacyjna Lincoln Childa i Douglasa Prestona, wydana 2022, ISBN 978-83-268-3878-1[11]

### W filmie
- „Donner Pass” – horror produkcji amerykańskiej z 17 stycznia 2012[12]